# Campeonato Africano de Atletismo de 2014 - Lançamento de martelo masculino
A prova do lançamento de martelo masculino do Campeonato Africano de Atletismo de 2014 foi disputada no dia 13 de agosto de 2014 no Estádio de Marrakech  em Marrakech, no Marrocos. Participaram da prova 5 atletas. 

## Recordes
Antes desta competição, os recordes mundiais e do campeonato nesta prova eram os seguintes:
|                       | Nome             | Nacionalidade   | Distância | Local       | Data                 |
| --------------------- | ---------------- | --------------- | --------- | ----------- | -------------------- |
| Recorde mundial       | Yuriy Sedykh     | União Soviética | 86m 74cm  | Estugarda   | 30 de agosto de 1986 |
| Recorde do campeonato | Chris Harmse     | África do Sul   | 77m 72cm  | Addis Ababa | 3 de maio de 2008    |
| Recorde africano      | Mostafa Al-Gamel | Egito           | 81m 27cm  | Cairo       | 21 de março de 2014  |

Os seguintes recordes foram estabelecidos durante esta competição:
| Data         | Evento | Atleta           | Nacionalidade | Distância | Notas                 |
| ------------ | ------ | ---------------- | ------------- | --------- | --------------------- |
| 13 de agosto | Final  | Mostafa Al-Gamel | Egito         | 79m 09cm  | Recorde do campeonato |

## Medalhistas
| Ouro                   | Prata              | Bronze            |
| Mostafa Al-Gamel (EGY) | Chris Harmse (RSA) | Driss Barid (MAR) |

## Cronograma
Todos os horários são locais (UTC+1).
| Data         | Hora  | Evento |
| ------------ | ----- | ------ |
| 13 de agosto | 18:10 | Final  |

## Resultado final
| Posição           | Atleta           | Nacionalidade | #1    | #2    | #3    | #4    | #5    | #6    | Resultados | Notas                 |
| ----------------- | ---------------- | ------------- | ----- | ----- | ----- | ----- | ----- | ----- | ---------- | --------------------- |
| Medalha de ouro   | Mostafa Al-Gamel | Egito         | 79.09 | x     | 77.60 | 77.88 | 77.30 | 78.05 | 79.09      | Recorde do campeonato |
| Medalha de prata  | Chris Harmse     | África do Sul | 72.18 | 69.96 | 70.09 | 72.14 | 73.39 | 73.90 | 73.90      |                       |
| Medalha de bronze | Driss Barid      | Marrocos      | 52.93 | 58.55 | x     | x     | 57.16 | 60.17 | 60.17      |                       |
| 4                 | Biruk Abraham    | Etiópia       | 45.96 | x     | 46.12 | x     | x     | x     | 46.12      | Recorde nacional      |
| 5                 | Dean William     | Seicheles     | 42.70 | 44.08 | x     | 44.90 | x     | 46.08 | 46.08      |                       |

Legenda
| Recorde mundial       | Recorde mundial (World record)               |                       | Recorde africano                      | Recorde africano (African) |                                           | Q | Classificado por posição (Qualified) |
| Recorde do campeonato | Recorde do campeonato (Championship record)  | Recorde da América    | Recorde da América (Americas)         | q                          | Classificado por melhor tempo (Qualified) |   |                                      |
| Melhor marca do ano   | Melhor marca do ano (World leading)          | Recorde asiático      | Recorde asiático (Asian)              | DNS                        | Não largou (Did not start)                |   |                                      |
| Recorde nacional      | Recorde nacional (National record)           | Recorde europeu       | Recorde europeu (European)            | DNF                        | Não terminou (Did not finish)             |   |                                      |
| Recorde pessoal       | Recorde pessoal do atleta (Personal best)    | Recorde da Oceania    | Recorde da Oceania (Oceania)          | DSQ / DQ                   | Desclassificado (Disqualified)            |   |                                      |
| Recorde da temporada  | Recorde da temporada do atleta (Season best) | Recorde sul-americano | Recorde sul-americano (South America) | NM                         | Sem marca (No mark)                       |   |                                      |